# Lagoa do Fogo
Lagoa do Fogo ('Meer van Vuur') is een kratermeer in de vulkaan Água de Pau, midden op het eiland São Miguel, deel van de Azoren.
Het meer ligt op een hoogte van 575 meter, heeft een oppervlakte van 136 hectare en een maximale diepte van 30 meter. Het wordt omgeven door endemisch laurierbos. De vegetatie omvat daarnaast endemische soorten als de jeneverbes, boomheide, wegedoorn, sint-janskruid en wolfsmelk. In het gebied nestelen zeevogels zoals de visdief en de geelpootmeeuw. Ook landvogels zoals de buizerd, houtduif, merel en grote gele kwikstaart komen er voor.
Het meer is samen met de omgeving sinds 1974 een beschermd natuurgebied en is tevens een Natura 2000-gebied. 